# Marcel Dupré
Marcel Dupré (Ruan, 3 de mayo de 1886 - Meudon, 30 de mayo de 1971) fue un organista, pianista, compositor, pedagogo musical y teórico musical francés.

## Infancia y juventud
Su padre, Albert Dupré, era organista de la Iglesia de Saint-Ouen, de Ruan. La esposa de Albert y madre de Marcel, Alice Dupré-Chauvière, era pianista y violonchelista. Resulta evidente que la herencia y el entorno del pequeño Marcel serían decisivos en su vocación musical. A los 4 años, una enfermedad ósea lo tuvo metido en cama durante más de seis meses.

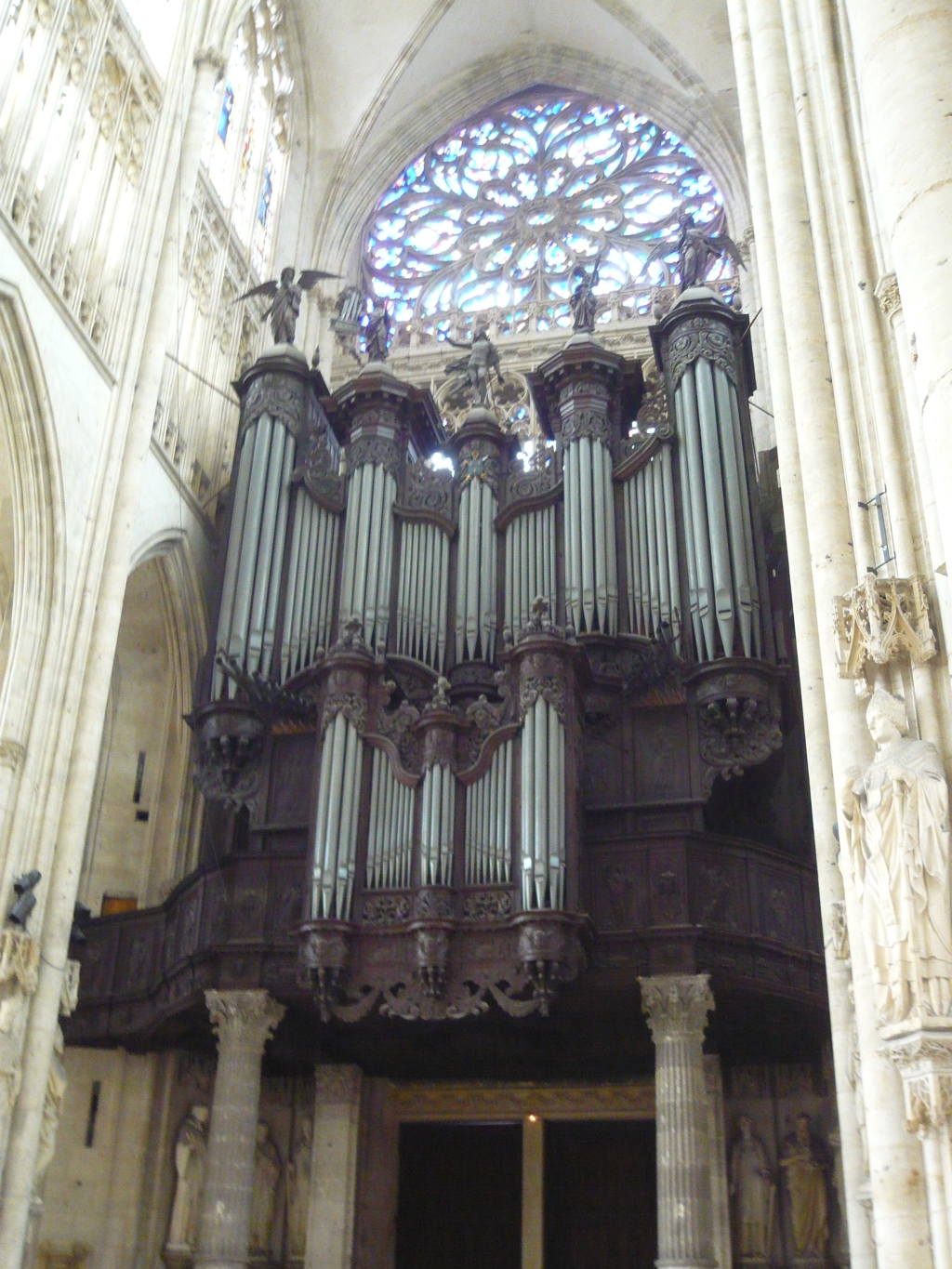
Órgano de Saint Ouen
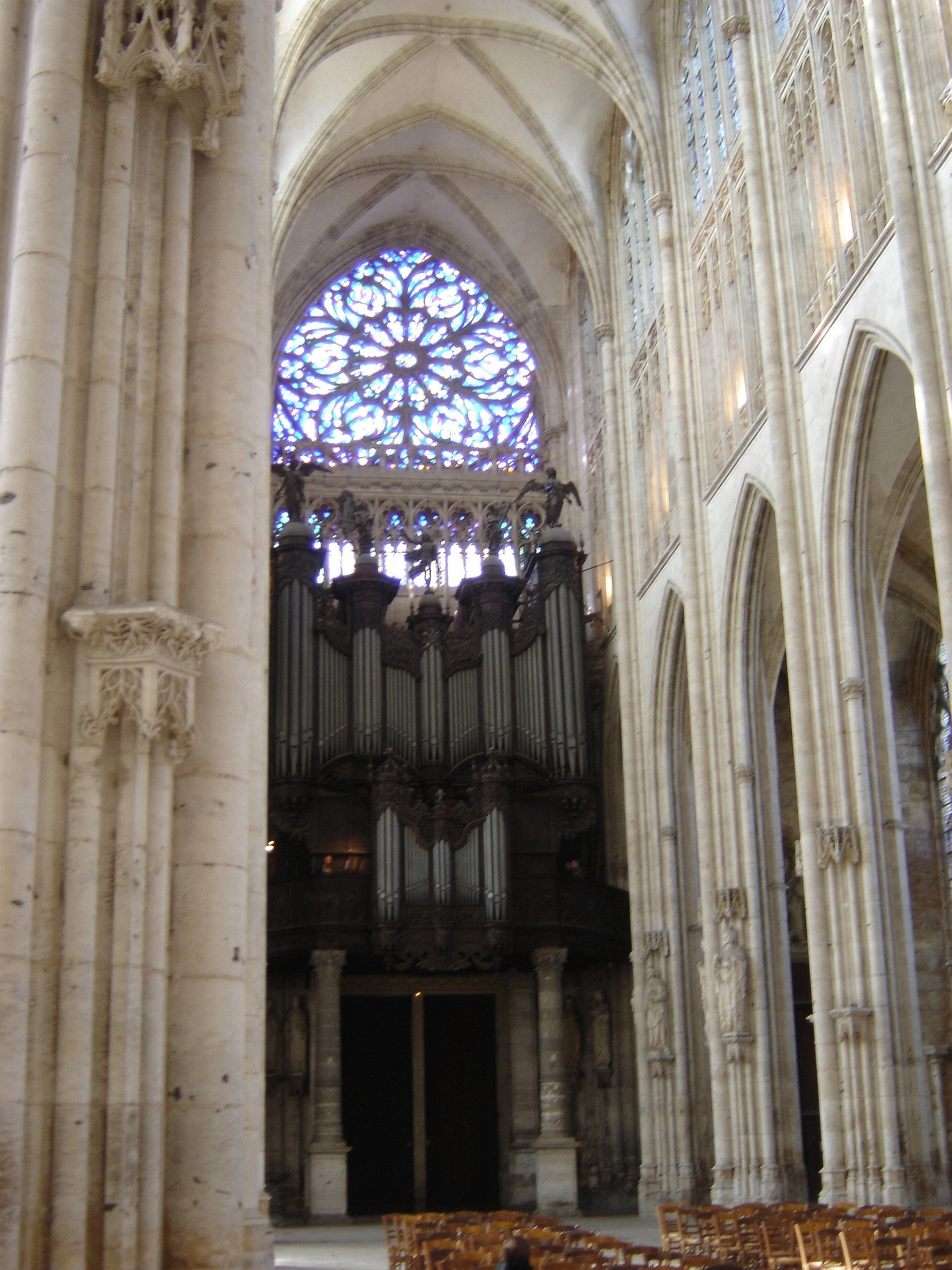
Órgano de Saint Ouen

En 1894, a los 8 años, con motivo de la inauguración de un órgano en Elbeuf, ejecutó en público el Preludio en MI menor de Bach. Comenzó a trabajar con Alexandre Guilmant en 1897 y al año siguiente, con solo 12 años de edad, se convirtió en titular del gran órgano de Saint Vivien en Ruan. 
El padre de Marcel era amigo del organero Aristide Cavaillé-Coll, que construyó un órgano para la casa de los Dupré cuando tenía Marcel 14 años.
En 1902, Marcel Dupré entró en el Conservatorio de París con Louis Diémer (1843 - 1919), y en 1905 obtuvo el primer premio de piano, así como el de fuga en 1909. Más tarde estudiará con Charles-Marie Widor y Louis Diémer. En 1914 ganó el Gran Premio de Roma por su cantata Psyché, sobre la diosa griega.

## Madurez
En 1934 Dupré sucedió a Charles-Marie Widor como organista titular de la Iglesia de San Sulpicio de París, puesto que mantendría hasta su muerte.

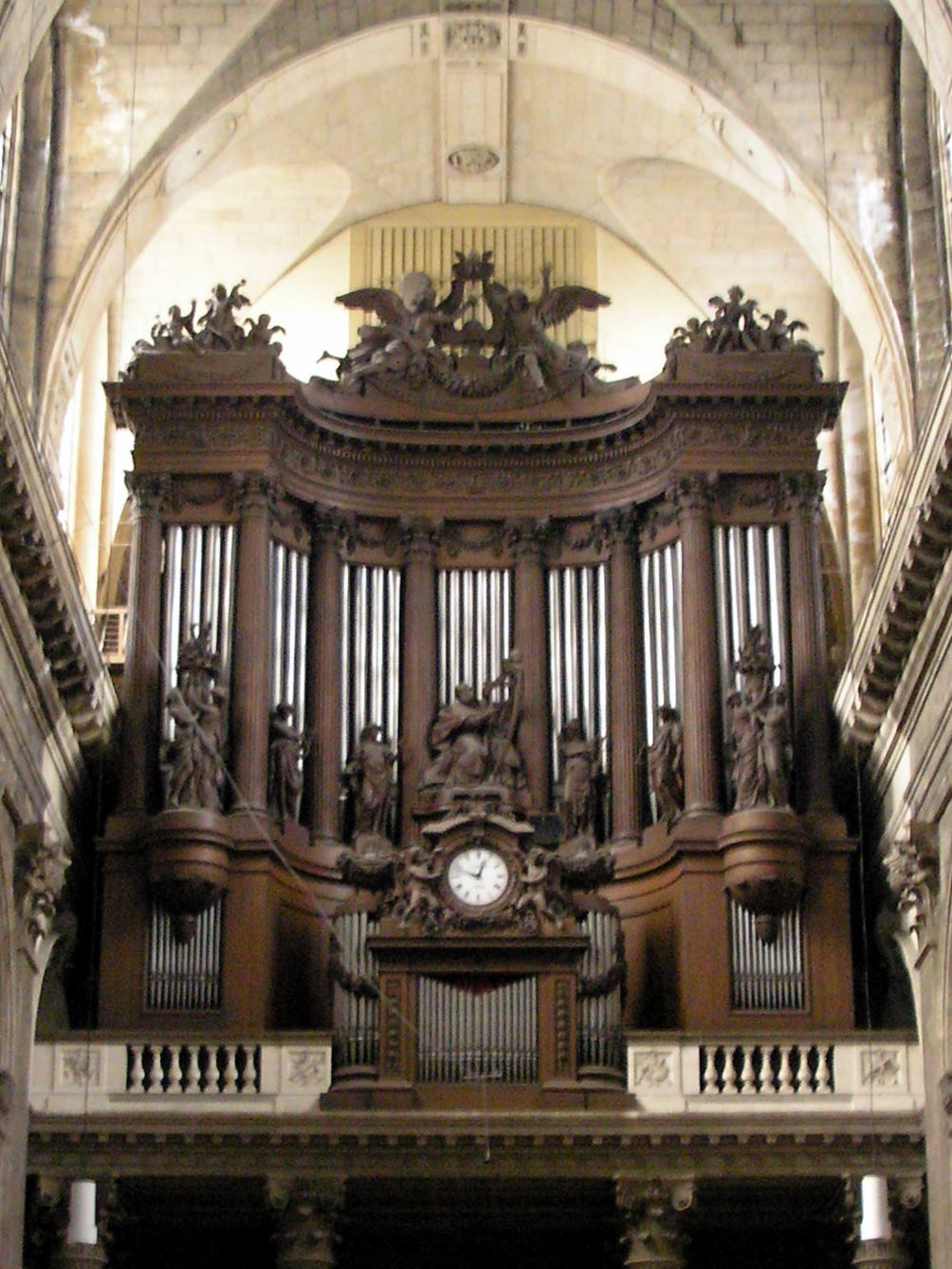
Órgano de la Iglesia de San Sulpicio.
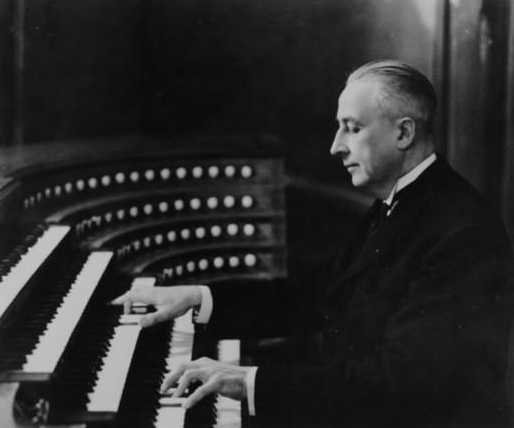
Marcel Dupré al órgano en San Sulpicio. Foto publicada en 1945.

En 1936 fue nombrado profesor de órgano e improvisación en el conservatorio en el que había estudiado.
Se hizo famoso por ofrecer más de 2000 recitales de órgano en Europa, Estados Unidos y Australia, que incluyeron la ejecución en dos ocasiones (en 1930 en el Conservatorio de París y en 1931 en el Palacio del Trocadero) de diez conciertos con la obra completa de Johann Sebastian Bach de memoria.
Asimismo, desde 1947 hasta 1954 fue director del Conservatorio Americano de Fontainebleau. A partir de 1954, y durante tres años, sucedió a Claude Delvincourt (1888 - 1954) como director del Conservatorio de París.

## Labor pedagógica
Marcel Dupré fue maestro de dos generaciones de conocidos organistas, como Jehan Alain, Marie-Claire Alain, Pierre Cochereau, Jeanne Demessieux, Rolande Falcinelli, Jean Guillou, Jean Langlais y Olivier Messiaen, entre otros.

## Obra musical
Aparte de unos pocos trabajos para organistas noveles, como 79 Chorales op. 28, la mayor parte de la música para órgano de Dupré va desde una moderada a una extrema dificultad, siendo alguna de ella casi imposible de ejecutar técnicamente por el instrumentista (por ejemplo, Évocation, op. 37; Suite, op. 39; Deux Esquisses, op. 41; Vision, op. 44.
Su producción como compositor incluye 65 obras numeradas. A menudo, sus composiciones más escuchadas y grabadas corresponden a los primeros años de su carrera. En este período compuso Tres Preludios y Fugas, op. 7 (1914), con los preludios primero y tercero declarados inejecutables por su dificultad por una figura de este instrumento como Charles-Marie Widor. De hecho, tal es su dificultad que durante muchos años Dupré era el único organista capaz de tocarlo.
De alguna manera Marcel Dupré puede ser considerado como el Paganini del órgano, por su virtuosismo con el instrumento y por su extensa contribución al desarrollo de la técnica (tanto en la música como en sus trabajos pedagógicos), aunque, como en el caso del violinista genovés, su música es relativamente desconocida para quienes no son especialistas en ese instrumento. 
Una crítica que podría hacerse de la música de Dupré es que, en ocasiones, el énfasis en el virtuosismo y la técnica puede ir en detrimento del contenido. No obstante, los trabajos más exitosos de este compositor combinan este virtuosismo con un alto grado de integridad musical, cualidades que podemos encontrar en trabajos como Symphonie-Passion, Tres Preludios y Fugas, Esquisses, Evocation y Cortège et Litanie.

## Otras obras
Aunque principalmente compuso para el órgano, el catálogo de obras de Marcel Dupré también incluye composiciones para piano, orquesta y coro, música de cámara y numerosas transcripciones.

## Ediciones de otros compositores
La contribución de Dupré a la música no se queda solo en sus propias composiciones. También realizó ediciones de obras para órgano de autores como Bach, Handel, Mozart, Liszt, Mendelssohn, Schumann, César Franck y Aleksandr Glazunov.

## Publicaciones
Por otro lado, escribió tratados sobre improvisación con órgano en dos volúmenes (1925 y 1937), análisis de armonía (1936), contrapunto (1938), fuga (1938) y acompañamiento de canto gregoriano (1937), además de ensayos sobre construcción de órganos, acústica y filosofía de la música.

## Catálogo

### Para órgano solo
- Prière en sol majeur (1895).
- Fugue en ut majeur (1895).
- Fugue en fa majeur (1900).
- Fugue en la mineur (1901).
- Trois Préludes et Fugues op. 7 (1914).
- Scherzo op. 16 (1919).
- Fifteen Pieces op. 18 (1919).
- Cortège et Litanie op. 19 n.º 2 (Trascripción de la versión para piano, 1921).
- Variations sur un Noël op. 20 (1922).
- Suite Bretonne op. 21 (1923).
- Symphonie-Passion op. 23 (1924).
- Lamento op. 24 (1926).
- Deuxième Symphonie op. 26 (1929).
- Sept Pièces op. 27 (1931).
- Seventy-Nine Chorales op. 28 (1931).
- Le Chemin de la croix op. 29 (1931).
- Trois Élevations op. 32 (1935).
- Angélus op. 34 n.º 1 (1936).
- Trois Préludes et Fugues op. 36 (1938).
- Évocation op. 37 (1941).
- Le Tombeau de Titelouze op. 38 (1942).
- Suite op. 39 (1944).
- Offrande à la Vierge op. 40 (1944).
- Deux Esquisses op. 41 (1945).
- Paraphrase on the Te Deum op. 43 (1945).
- Vision op. 44 (1947).
- Eight Short Preludes on Gregorian Themes op. 45 (1948).
- Épithalame (1948).
- Variations sur 'Il est né le divin enfant' (1948).
- Miserere Mei op. 46 (1948).
- Psaume XVIII op. 47 (1949).
- Six Antiennes pour le Temps de Noël op. 48 (1952).
- Vingt-Quatre Inventions op. 50 (1956).
- Triptyque op. 51 (1957).
- Nymphéas op. 54 (1959).
- Annonciation op. 56 (1961).
- Choral et Fugue op. 57 (1962).
- Trois Hymnes op. 58 (1963).
- Two Chorales op. 59 (1963).
- In Memoriam op. 61 (1965).
- Méditation (1966).
- Entrée, Canzona et Sortie op. 62 (1967).
- Quatre Fugues Modales op. 63 (1968).
- Regina Coeli op. 64 (1969).
- Vitrail op. 65 (1969).
- Souvenir op. 65bis (1965).

### Para órgano con otros instrumentos
- Cortège et Litanie op. 19, para órgano y orquesta (Trascripción de la versión para piano, 1921).
- Sinfonía en Sol menor op. 25, para órgano y orquesta (1927).
- Ballade op. 30, para órgano y piano (1932).
- Concierto en Mi menor op. 31, para órgano y orquesta (1934).
- Poème héroïque op. 33, para órgano, metal y percusión (1935).
- Variations on two themes op. 35, para órgano y piano (1937).
- Sinfonía op. 42, para órgano y piano (1946).
- Quartet op. 52, para violín, viola, chelo y órgano (1958).
- Trío op. 55, para violín, chelo y órgano (1960).
- Sonata en LA menor op. 60, para chelo y órgano (1964).

### Música coral
- La Fleur para voces y piano (1897).
- Oudlette dans le Puits para voces y piano (1898).
- Le songe de Jacob, Cantate (1901).
- Les Normands op. 1, para coro y orquesta (1911).
- Psyché op. 4, para voces y orquesta (1914).
- Quatre Motets op. 9, para voces y dos órganos (1916).
- De Profundis op. 17, para solista, coro, órgano y orquesta (1917).
- Ave Verum op. 34 Nr. 2, para voces y cuerda (1936).
- La France au Calvaire op. 49, para solista, coro, órgano y orquesta (1953).
- Deux Motets op. 53, para soprano y coro (1958).

### Para piano solo
- Marche des Paysans (1898).
- Barcarolle (1899).
- Canon (1899).
- Danse du Tambourin (1899).
- Valse en ut dièse mineur (1900).
- Pièce caractéristique (1902 .
- Six Préludes op. 12 (1916).
- Marche militaire op. 14 (1915).
- Quatre Pièces op. 19 (1921).
- Variations en do# menor, op. 22 (1924).

### Música de cámara
- Menuet pour piano, violon et violoncelle para chelo y violín y piano (1898).
- Sonate (Allegro) en ut majeur, Trio (1901).
- Sonate en Sol menor, op. 5, para violín y piano (1909).
- Quatre Mélodies op. 6, para voz y piano (1913).
- Deux Pièces op. 10, para clarinete y piano (1917).
- À l'amie perdue op. 11, para voz y piano (1911).
- Deux Pièces op. 13, para violonchelo y piano (1916).

### Miscelánea
- Élevation op. 2 para armonio (1913).
- Fantaisie en si menor, op. 8, para piano y orquesta (1912).
- Marche militaire op. 14, para orquesta (Transcripción de la versión para piano, 1915).
- Orientale op. 15, para orquesta (1916).